# Valerio Foglio
Valerio Foglio (Legnano, 9 febbraio 1985) è un allenatore di calcio ed ex calciatore italiano di ruolo difensore, collaboratore tecnico del Legnano.

## Caratteristiche tecniche
Terzino sinistro di notevole propensione offensiva. Può essere impiegato come esterno di centrocampo, o come ala.

## Carriera
Muove i suoi primi passi nel vivaio dell'Atalanta. Il 24 giugno 2004 passa in comproprietà al Vicenza, in Serie B. Esordisce tra i professionisti il 22 agosto contro la Pro Patria in Coppa Italia, giocando titolare. Il 15 luglio 2009 Il Vicenza lo cede in comproprietà all'Albinoleffe. Esordisce con i seriani il 9 agosto contro la SPAL-AlbinoLeffe (3-1), partita valida per il secondo turno di Coppa Italia. Termina l'annata con 30 presenze e 4 reti. Il 24 giugno 2010 la comproprietà viene risolta a favore della società lombarda.
Il 30 agosto 2012 passa a titolo definitivo al Grosseto. Complici i continui cambi di modulo adottati dai biancorossi, non riesce a incidere nell'arco della stagione. Il 2 settembre 2013 sottoscrive un contratto biennale con la Reggina, in Serie B. Rescisso il contratto con gli amaranto, il 18 giugno 2014 viene prelevato a parametro zero dal Monza, neopromossa in Lega Pro.
Il 13 gennaio 2015 passa al Novara, con cui sottoscrive un contratto valido fino al 2016. Il 10 maggio il Novara viene promosso in Serie B con annessa vittoria del campionato. A questa vittoria segue quella della Supercoppa di Lega Pro. Il 31 agosto si lega al Mantova fino al 2018. Il 25 luglio 2017 firma un contratto annuale con la Giana Erminio. Rimasto svincolato torna vicino a casa al Legnano in Eccellenza e poi l'anno successivo in Serie D.
Allenatore
Nell'estate 2024, appena ritirato dal calcio giocato, diviene collaboratore tecnico del Legnano, nel torneo di Eccellenza.

## Statistiche

### Presenze e reti nei club
| Stagione           | Squadra            | Campionato         | Campionato | Campionato | Coppe nazionali | Coppe nazionali | Coppe nazionali | Coppe continentali | Coppe continentali | Coppe continentali | Altre coppe | Altre coppe | Altre coppe | Totale | Totale |
| Stagione           | Squadra            | Comp               | Pres       | Reti       | Comp            | Pres            | Reti            | Comp               | Pres               | Reti               | Comp        | Pres        | Reti        | Pres   | Reti   |
| ------------------ | ------------------ | ------------------ | ---------- | ---------- | --------------- | --------------- | --------------- | ------------------ | ------------------ | ------------------ | ----------- | ----------- | ----------- | ------ | ------ |
| 2004-2005          | Vicenza            | B                  | 11         | 0          | CI              | 2               | 0               | -                  | -                  | -                  | -           | -           | -           | 13     | 0      |
| 2005-gen. 2006     | Vicenza            | B                  | 1          | 0          | CI              | 0               | 0               | -                  | -                  | -                  | -           | -           | -           | 1      | 0      |
| gen.-giu. 2006     | Pisa               | C1                 | 3+1        | 0          | CI+CI-C         | -               | -               | -                  | -                  | -                  | -           | -           | -           | 4      | 0      |
| 2006-2007          | Pavia              | C1                 | 25         | 2          | CI-C            | 2               | 0               | -                  | -                  | -                  | -           | -           | -           | 25     | 2      |
| 2007-2008          | Legnano            | C1                 | 29         | 5          | CI-C            | 0               | 0               | -                  | -                  | -                  | -           | -           | -           | 29     | 5      |
| 2008-2009          | Vicenza            | B                  | 14         | 0          | CI              | 2               | 0               | -                  | -                  | -                  | -           | -           | -           | 16     | 0      |
| Totale Vicenza     | Totale Vicenza     | Totale Vicenza     | 26         | 0          |                 | 4               | 0               |                    | -                  | -                  |             | -           | -           | 30     | 0      |
| 2009-2010          | AlbinoLeffe        | B                  | 30         | 4          | CI              | 1               | 0               | -                  | -                  | -                  | -           | -           | -           | 31     | 4      |
| 2010-2011          | AlbinoLeffe        | B                  | 29+2       | 4          | CI              | 3               | 0               | -                  | -                  | -                  | -           | -           | -           | 34     | 4      |
| 2011-2012          | AlbinoLeffe        | B                  | 33         | 2          | CI              | 1               | 0               | -                  | -                  | -                  | -           | -           | -           | 34     | 2      |
| Totale AlbinoLeffe | Totale AlbinoLeffe | Totale AlbinoLeffe | 92+2       | 10         |                 | 5               | 0               |                    | -                  | -                  |             | -           | -           | 99     | 10     |
| 2012-2013          | Grosseto           | B                  | 23         | 1          | CI              | -               | -               | -                  | -                  | -                  | -           | -           | -           | 23     | 1      |
| set. 2013          | Grosseto           | 1D                 | 1          | 0          | CI+CI-LP        | 2+0             | 0               | -                  | -                  | -                  | -           | -           | -           | 3      | 0      |
| Totale Grosseto    | Totale Grosseto    | Totale Grosseto    | 24         | 1          |                 | 2               | 0               |                    | -                  | -                  |             | -           | -           | 26     | 1      |
| set. 2013-2014     | Reggina            | B                  | 23         | 1          | CI              | 1               | 0               | -                  | -                  | -                  | -           | -           | -           | 24     | 1      |
| 2014-gen. 2015     | Monza              | LP                 | 18         | 3          | CI+CI-LP        | 2+1             | 0               | -                  | -                  | -                  | -           | -           | -           | 21     | 3      |
| gen.-giu. 2015     | Novara             | LP                 | 14         | 1          | CI+CI-LP        | -               | -               | -                  | -                  | -                  | SdL-LP      | 0           | 0           | 14     | 1      |
| 2015-gen. 2016     | Mantova            | LP                 | 13         | 0          | CI-LP           | 1               | 0               | -                  | -                  | -                  | -           | -           | -           | 14     | 0      |
| gen.-giu. 2016     | Pavia              | LP                 | 13         | 1          | CI+CI-LP        | -               | -               | -                  | -                  | -                  | -           | -           | -           | 13     | 1      |
| Totale Pavia       | Totale Pavia       | Totale Pavia       | 38         | 3          |                 | 2               | 0               |                    | -                  | -                  |             | -           | -           | 40     | 3      |
| 2016-2017          | Carrarese          | LP                 | 33+2       | 0          | CI-LP           | 2               | 0               | -                  | -                  | -                  | -           | -           | -           | 37     | 0      |
| 2017-2018          | Giana Erminio      | C                  | 32+1       | 0          | CI+CI-C         | 0               | 0               | -                  | -                  | -                  | -           | -           | -           | 33     | 0      |
| 2018-2019          | Legnano            | Ecc                | 27         | 4          | CIDil           | 0               | 0               | -                  | -                  | -                  | -           | -           | -           | 27     | 4      |
| 2019-2020          | Legnano            | D                  | 23         | 1          | CID             | 2               | 0               | -                  | -                  | -                  | -           | -           | -           | 25     | 1      |
| Totale Legnano     | Totale Legnano     | Totale Legnano     | 50         | 5          |                 | 2               | 0               |                    | -                  | -                  |             | -           | -           | 52     | 5      |
| 2020-2021          | Arconatese         | D                  | 30         | 2          | -               | -               | -               | -                  | -                  | -                  | -           | -           | -           | 30     | 2      |
| 2022-2023          | Castanese          | D                  | 3          | 0          | CID             | 1               | 0               | -                  | -                  | -                  | -           | -           | -           | 4      | 0      |
| Totale carriera    | Totale carriera    | Totale carriera    | 434        | 31         |                 | 23              | 0               |                    | -                  | -                  |             | 0           | 0           | 457    | 31     |

## Palmarès

### Club

#### Competizioni giovanili
- Campionato Allievi Nazionali: 1

Atalanta: 2001-2002
- Coppa Italia Primavera: 1

Atalanta: 2002-2003

#### Competizioni nazionali
- Lega Pro: 1

Novara: 2014-2015
- Supercoppa di Lega Pro: 1

Novara: 2015